# 单组元推进剂火箭
單组元推進劑火箭（英語：Monopropellant rocket）或单组元火箭是一種只使用单一化学物質（即单组元推进剂）作为其推进剂的火箭。

## 化学反应單基火箭
化学反应的單基火箭，化学物质形成推力並提供推进动力。即推进太空船需要的能量被包含在化学分子的键結之内。
最常用的單基推进剂是聯胺（N2H4），一种强还原剂。聯胺不需使用点火器，而最常见的催化剂是帶有铱塗層的氧化铝顆粒。这些包衣颗粒通常使用商业标签 Aerojet S-405（以前由壳牌制造） 或 WCHeraeus H-KC 12 GA（以前由 Kali Chemie 制造）。 Aerojet S-405 是一种自发催化剂，与聯胺接触时即將其分解，產生氮气、氢气和氨气的混合物，并大量放热产生1,000 °C（1,830 °F）的高溫。單基火箭的主要限制因素是其寿命，主要取决于催化剂的寿命。催化剂可能会受到汙染或磨损，从而导致催化剂失效。另一种單基推进剂是过氧化氢，当纯化到 90% 或更高浓度时，它会在高温下或在催化剂影響下自分解。
大多数化学反应單基推进剂火箭系统由一个燃料槽組成，通常是一个钛或铝的空心球，以及一个装有燃料的乙丙橡胶容器或表面张力推进剂管理装置。之後會用氦气或氮气对油箱加压，将燃料推向发动机。一根管道从油箱通向提升阀，然后通向发动机的分解室(雙基才會有燃燒室)。通常，卫星不會只有一个推進器，而會有两到十二个(通常是兩兩一組)，每个都有自己的阀门。
用于卫星和太空探测器的姿态控制火箭发动机通常非常小，直径 25 mm（0.98英寸）左右，并以一組四支、指向同一平面上四个方向的方式安装。
當電腦向一个打开阀門的小型电磁铁发送直流电訊號时，推進器就会噴射。噴射時間通常很短暫，僅有几毫秒，如果在空气中操作，听起来就像是把鹅卵石扔到金属垃圾桶上；如果长时间开啟，它会发出刺耳的嘶嘶声。
化学反应單基推进不如其他一些推进技术有效率。但是当对简单、可靠的需求程度，超过对高能量的需求时，工程师会选择單基推进剂系统。如果推进系统必须产生大量推力或高比衝，如在星际航行的主发动机上，则使用其他技术。

## 太阳能加热單基推进器
有工程師提出的一个想法是低地球轨道（Low Earth Orbit, LEO）推进剂儲藏库，可作為其他太空船在任务途中暫停、加油的中繼休息站。大量液態氫儲存在充滿辐射热的太空环境裡，不可避免的將被氣化。這些氣態氫雖然無法充填給太空船，卻可用在中繼站的單基推进剂太阳热推进系统，用於維持軌道與姿态控制，以及提供有限的推进剂和推力進行轨道變換，以便與其他太空船会合，这些太空船将从中繼站接收燃料。
太阳能加热單基推进器也是美国联合发射联盟公司（ULA） 提出的下一代上層级火箭设计不可或缺的一部分。先進通用进化级(Advanced Common Evolved Stage, ACES) 目標是成为成本更低、功能更强大也更灵活的上層级，补位甚至取代现有的 ULA 半人馬座火箭以及 ULA 三角洲低温第二级(DCSS) 等上層級火箭。 ACES載具流体整合 (Intergrated Vehicle Fluids, IVF) 选项取消了太空船中的所有聯胺和氦气（通常用于姿态控制和軌道維持），而是依靠使用废棄氢氣的太阳能加热單基推进器。

## 新发展
NASA 正在为小型、低成本的太空船开发一种新的單基推进系统，其Δv要求介於 10-150 m/s 間。该系统使用硝酸羟铵（HAN）/水/燃料单基推进剂混合物，该混合物密度极高、对环境友善、簡單且性能優秀。
EURENCO Bofors 公司通过将 65% 的二硝胺铵（NH4N(NO2)2）溶解在 35% 的甲醇和氨水溶液中，製造出 LMP-103S 作为與聯胺一比一的替代品。LMP-103S 比聯胺單基推进剂的比衝高6%，單位密度推進率（impulse density）高 30%。此外，聯胺對人體有剧毒和致癌性，而 LMP-103S 仅具有中等毒性。 LMP-103S 是联合国 1.4S 级 (允许在商用飞机上运输)、不需要特殊处理，并已於 2010 年在 Prisma 卫星上驗證。 LMP-103S 可望取代聯胺成为最常用的單基推进剂。